# قرار مجلس الأمن التابع للأمم المتحدة رقم 199
قرار مجلس الأمن التابع للأمم المتحدة رقم 199، المعتمد في 30 ديسمبر 1964، طلب من جميع الدول الامتناع (أو التوقف في بعض الحالات) عن التدخل في الشؤون الداخلية للكونغو ودعا إلى وقف إطلاق النار هناك. وبعد الإشادة بمنظمة الوحدة الأفريقية، دعا المجلس الدول إلى مساعدتها في تحقيق أهدافها في جمهورية الكونغو الديمقراطية.
في 9 ديسمبر 1964، طلبت جمهورية الكونغو الديمقراطية عقد اجتماع لمجلس الأمن لمناقشة تدخلات العديد من الدول في شؤونها الداخلية. وقبل تمرير القرار، دعي عدد من الدول الأفريقية لمناقشة الأمر. مر القرار بموافقة عشرة أصوات، بينما امتنعت فرنسا عن التصويت.

## روابط خارجية
- نص القرار في undocs.org